# 伊恩·麦凯伦
伊恩·麥克連爵士，CH，CBE（英語：Sir Ian Murray McKellen，1939年5月25日—）是一位英國男演員，被譽為是英國最傑出的演員之一。
伊恩·麥克連的戲路甚廣，包括在舞台上演出嚴肅的莎士比亞劇作、現代戲劇、到通俗的動作片電影，都有相當傑出的表現。他在舞台劇和電影演出中多次獲獎，1998年以《眾神與野獸》（Gods and Monsters）獲奧斯卡金像獎提名，在舞台劇和電影中則同樣扮演理查三世一角並獲獎。近年，他參與了多部好萊塢高知名度的電影演出，著名角色包括於《魔戒》電影三部曲中飾演甘道夫（Gandalf）、在《X戰警》中的萬磁王（Magneto）及在《達文西密碼》中飾演李伊爵士（Sir Leigh）。
伊恩·麥克連是公开的同性恋者，他也因為爭取同性戀的權益而聞名，為英國最有影響力的同性戀組織「石牆」的發言人，并一直在为同性恋平等作努力。1979年，他以傑出的戲劇貢獻榮獲英國CBE勳銜，1991年獲冊封為下級勳位爵士。

## 早年生涯
伊恩·麥克連出生在英格蘭蘭卡夏的伯恩利，他的早年大多是在约克郡的威根度過的。伊恩·麥克連出生于第二次世界大战爆发前不久，战争对他的影响持续了很久。比如：在911事件后伊恩·麥克連表现非常平静，在接受采访时他表示：「嗯，親愛的 － 你似乎忘記了我直到四歲我還是在鐵板下睡覺。（Well, darling, you forget — I slept under a steel plate until I was four years old.）」
伊恩的父亲丹尼斯·莫瑞·麦凯伦（Denis Murray McKellen）是土木工程师，并且是一个业余的布道者, 他的两个祖父也都是布道者。伊恩是家中次子，有名比他大五岁的姐姐瓊（Jean）。伊恩·麦凯伦是非常虔诚的基督徒，但是并不守旧。伊恩·麦凯伦曾说“My upbringing was of low nonconformist Christians who felt that you led the Christian life in part by behaving in a Christian manner to everybody you met.”在他12岁时，伊恩·麦凯伦的母亲Margery Lois (née Sutcliffe)去世了，而父亲也在他24岁时去世。此后，伊恩·麦凯伦由继母葛菈蒂絲·麦凯伦（Gladys McKellen）抚养，伊恩·麦凯伦曾表示“Not only was she not fazed, but as a member of a society which declared its indifference to people's sexuality years back, I think she was just glad for my sake that I wasn't lying anymore.”
伊恩·麦凯伦就读于博頓公學（男子部），至今他仍是学校的支持者，並定期参与与学生的谈话。伊恩·麦凯伦的演艺生涯正式开始于博頓劇院，他现在是該劇院的贊助人。伊恩自幼对于歌劇的迷恋是由其父母引起，他们利用家庭外出的机会带他去曼彻斯特歌剧院看《Peter Pan》，當時伊恩·麦凯伦只有三岁大。 当他九岁时，伊恩·麦凯伦的耶诞节礼物通常就是Pollocks Toy Theatres销售的木头和酚醛树脂制作的折起来的维多利亚时代剧院模型，包括一些纸板的场景，含有灰姑娘和羅蘭士·奧利花主演的哈姆雷特的海報。 他的姐姐也带他去看了第一部莎士比亚戏剧，《Twelfth Night》，演员是威根的Little剧院的业余人士，随后他还看了这个剧团演出的《麦克白》，以及威根女子高中演出的《仲夏夜之梦》，配以门德尔松的音乐，而演出Bottom角色的正是他姐姐瓊·麦凯伦。（瓊一直参与业余剧院的演出、导演和制作，直到她去世）
伊恩·麦凯伦18岁時获得奖学金得以就读于剑桥大学圣凯瑟琳学院，在那里他喜欢上了德雷克·雅可比。他曾经说这是「一種不會宣之於口且不求回報的熱情（a passion that was undeclared and unrequited）」。

## 演出作品

### 舞台劇演出紀錄
- 《無事生非》，英國皇家國家劇場，倫敦，1965年
- 《愛德華二世》（演出愛德華二世），愛丁堡戲劇節，1969年
- 《哈姆雷特》（演出哈姆雷特），英國/歐洲巡迴演出，1971年
- 《浮士德博士》（演出浮士德），皇家莎士比亞劇團，愛丁堡戲劇節，1974年
- 《約翰王》，皇家莎士比亞劇團，1975年
- 《羅密歐與茱麗葉》（演出羅密歐），皇家莎士比亞劇團，在莎翁故鄉以及倫敦演出，1976年
- 《冬天的故事》，皇家莎士比亞劇團，莎翁故鄉，1976年
- 《馬克白》（演出馬克白），在莎翁故鄉以及倫敦演出，1976－1977年
- 《鍊金師》（The Alchemist），在莎翁故鄉以及倫敦演出，1977年
- 《三姊妹》，皇家莎士比亞劇團，英國巡迴，1978年
- 《科里奧拉努斯》（Coriolanus，演出科里奧拉努斯），英國國家劇場，1984年
- 《櫻桃園》，英國國家劇場，1985年
- 《奧賽羅》（演出伊亞哥），皇家莎士比亞劇團，在莎翁故鄉以及倫敦演出，1989年
- 《理查三世》（演出理查三世），英國國家劇場，1990年世界巡迴、1992年美國巡迴
- 《凡尼亞舅舅》（演出維尼亞舅舅），英國國家劇場，1992年
- 《小飛俠》（Peter Pan，演出虎克船長），英國國家劇場，1997年
- 《人民公敵》，英國國家劇場，1997年
- 《阿拉丁》，2004年－2005年

### 影集作品列表
- 《塊肉餘生錄（英语：David Copperfield (1999 film)）》（David Copperfield），1999年
- 《加冕街》（Coronation Street），2005年
- 《頭號小咖》（Extras），2005-2007年
- 《李爾王（英语：King Lear (2008 film)）》（King Lear），2008年
- 《囚徒末路》（The Prisoner），2009年
- 《London 2012 Paralympic Opening Ceremony: Enlightenment》，2012年
- 《The Academy: Special》，2012年
- 《超時空博士》（Doctor Who），2012年
- 《超時空博士-"五位(還嫌少)博士"重啟》（The Five(ish) Doctors Reboot），2013年
- 《極品基老伴》（Vicious），2013-2015年

### 電影作品列表
| 年份 | 電影                                | 電影                                              | 角色                                                                     | 註                                                                                    |
| 年份 | 譯名                                | 原名                                              | 角色                                                                     | 註                                                                                    |
| ---- | ----------------------------------- | ------------------------------------------------- | ------------------------------------------------------------------------ | ------------------------------------------------------------------------------------- |
| 1969 |                                     | The Promise                                       | Leonidik                                                                 |                                                                                       |
| 1969 |                                     | Alfred the Great                                  | Roger                                                                    |                                                                                       |
| 1969 |                                     | A Touch of Love                                   | George Matthews                                                          |                                                                                       |
| 1981 |                                     | Priest of Love                                    | Lawrence                                                                 |                                                                                       |
| 1982 |                                     | The Scarlet Pimpernel                             | Paul Chauvelin                                                           |                                                                                       |
| 1983 |                                     | The Keep                                          | Dr. Theodore Cuza                                                        |                                                                                       |
| 1985 |                                     | Plenty                                            | Sir Andrew Charleson                                                     |                                                                                       |
| 1985 |                                     | Zina                                              | Kronfeld                                                                 |                                                                                       |
| 1989 |                                     | Scandal                                           | John Profumo                                                             |                                                                                       |
| 1993 | 《六度分離》                        | Six Degrees of Separation                         | Geoffrey Miller                                                          |                                                                                       |
| 1993 |                                     | The Ballad of Little Jo                           | Percy Corcoran                                                           |                                                                                       |
| 1993 | 《幻影英雄》                        | Last Action Hero                                  | Death                                                                    |                                                                                       |
| 1993 | 《世紀的哭泣》                      | And the Band Played On                            | Bill Kraus                                                               |                                                                                       |
| 1994 | 《不惜一切》                        | To Die For                                        | 'Quilt Documentary Narrator                                              | (voice)                                                                               |
| 1994 |                                     | The Shadow                                        | Dr. Reinhardt Lane                                                       |                                                                                       |
| 1994 |                                     | I'll Do Anything                                  | John Earl McAlpine                                                       |                                                                                       |
| 1995 | 《浮華暫借問》                      | Restoration                                       | Will Gates                                                               |                                                                                       |
| 1995 | 《理查三世》                        | Richard III                                       | 理查三世                                                                 | 提名—金球獎最佳戲劇類電影男主角 提名—英國電影學院獎最佳男主角                         |
| 1995 |                                     | Jack and Sarah                                    | William                                                                  |                                                                                       |
| 1997 | 《碧海奇缘 （页面存档备份，存于）》 | Swept from the Sea                                | Dr. James Kennedy                                                        |                                                                                       |
| 1997 | 《生命中不能承受之情》              | Bent                                              | Uncle Freddie                                                            |                                                                                       |
| 1998 | 《誰在跟我玩遊戲》                  | Apt Pupil                                         | 古特·杜森達                                                              |                                                                                       |
| 1998 | 《眾神與野獸》                      | Gods and Monsters                                 | James Whale                                                              | 提名—奧斯卡最佳男主角獎 提名—金球獎最佳戲劇類電影男主角 提名—美國演員工會獎最佳男主角 |
| 2000 | 《X戰警》                           | X-Men                                             | 艾瑞克·藍歇爾／萬磁王                                                    |                                                                                       |
| 2000 | 《太陽劇團：人生之旅》              | Cirque du Soleil: Journey of Man                  | 旁白                                                                     | 配音                                                                                  |
| 2001 | 《魔戒首部曲：魔戒現身》            | The Lord of the Rings: The Fellowship of the Ring | 灰袍甘道夫                                                               | 提名—奧斯卡最佳男配角 美國演員工會獎最佳男配角 提名—英國電影學院獎最佳男主角          |
| 2002 | 《魔戒二部曲：雙城奇謀》            | The Lord of the Rings: the Two Towers             | 灰袍甘道夫/白袍甘道夫                                                    |                                                                                       |
| 2003 | 《魔戒三部曲：王者再臨》            | The Lord of the Rings: the Return of the King     | 白袍甘道夫                                                               | 提名—英國電影學院獎最佳男配角                                                         |
| 2003 |                                     | Emile                                             | Emile                                                                    |                                                                                       |
| 2003 | 《X戰警2》                          | X-Men 2                                           | 艾瑞克·藍歇爾／萬磁王                                                    |                                                                                       |
| 2004 |                                     | Eighteen                                          | Jason Anders                                                             |                                                                                       |
| 2005 | 《幻想國度》                        | Neverwas                                          | Gabriel Finch                                                            |                                                                                       |
| 2005 | 《愛慾癡狂》                        | Asylum                                            | Dr. Peter Cleave                                                         |                                                                                       |
| 2005 | 《神奇的旋轉木馬》                  | The Magic Roundabout                              | Zebedee                                                                  | 配音                                                                                  |
| 2006 | 《鼠國流浪記》                      | Flushed Away                                      | The Toad                                                                 | 配音                                                                                  |
| 2006 | 《X戰警：最後戰役》                 | X-Men: The Last Stand                             | 艾瑞克·藍歇爾／萬磁王                                                    |                                                                                       |
| 2006 | 《達文西密碼》                      | The Da Vinci Code                                 | 李伊·提賓爵士                                                            |                                                                                       |
| 2007 | 《星塵傳奇》                        | Stardust                                          | 口白                                                                     |                                                                                       |
| 2007 | 《黃金羅盤》                        | The Golden Compass                                | Iorek Byrnison                                                           | 配音                                                                                  |
| 2008 | 《李爾王》                          | King Lear                                         | King Lear                                                                | 提名—黃金時段艾美獎迷你影集或電視電影最佳男主角                                       |
| 2009 | 《囚徒末路》                        | The Prisoner                                      | Number Two                                                               | 提名—黃金時段艾美獎迷你影集或電視電影最佳男主角                                       |
| 2012 | 《哈比人：意外旅程》                | TThe Hobbit: An Unexpected Journey                | 甘道夫                                                                   |                                                                                       |
| 2013 | 《哈比人：荒谷惡龍》                | TThe Hobbit: The Desolation of Smaug              | 甘道夫                                                                   |                                                                                       |
| 2013 | 《金鋼狼：武士之戰》                | The Wolverine                                     | 艾瑞克·藍歇爾／萬磁王                                                    | 客串                                                                                  |
| 2014 | 《X戰警：未來昔日》                 | X-Men: Days of Future Past                        | 艾瑞克·藍歇爾／萬磁王                                                    |                                                                                       |
| 2014 | 《哈比人：五軍之戰》                | The Hobbit: The Battle of the Five Armies         | 甘道夫                                                                   |                                                                                       |
| 2015 | 《福爾摩斯先生》                    | Mr. Holmes                                        | 夏洛克·福爾摩斯                                                          |                                                                                       |
| 2017 | 《美女與野獸》                      | Beauty and the Beast                              | Cogsworth/葛士華                                                         |                                                                                       |
| 2018 | 莎士比亞的最後時光                  | All Is True                                       | 南安普敦亨利·沃里斯利三世伯爵 Henry Wriothesley, 3rd Earl of Southampton |                                                                                       |
| 2019 | 《大說謊家》                        | The Good Liar                                     | Roy Courtnay/羅伊·寇特尼                                                 |                                                                                       |
| 2019 | 《CATS貓》                          | Cats                                              | 劇院貓高斯                                                               |                                                                                       |
| 2026 | 《復仇者聯盟：末日之戰》            | Avengers: Doomsday                                | 艾瑞克·藍歇爾／萬磁王                                                    |                                                                                       |

### 獎項紀錄
- 1981: 紐約東尼獎（Tony Award） （页面存档备份，存于） 最佳舞台劇男演員，《Amadeus》
- 1983: 倫敦 Olivier Award （页面存档备份，存于） 最佳續演男演員，《Wild Honey》
- 1984: 倫敦 Evening Standard Award （页面存档备份，存于） 最佳男演員，《科里奧拉努斯》
- 1989: 倫敦 Evening Standard Award 最佳男演員，《奧賽羅》（舞台劇）
- 1990: 倫敦 Olivier Award 最佳男演員，《理查三世》（舞台劇）
- 1996: European Film Award （页面存档备份，存于） 最佳男演員，《理查三世》（電影）
- 1997: 金球獎 迷你影集或電視電影最佳男配角《Rasputin》
- 1998: National Board of Review （页面存档备份，存于） 最佳男演員，《眾神與野獸》
- 1999: Independent Spirit Award （页面存档备份，存于） 最佳男演員，《眾神與野獸》
- 2002: Screen Actors Guild Award （页面存档备份，存于） 最佳男配角，《魔戒首部曲：魔戒現身》
- 2004: 菲律賓馬尼拉 Pride International Film Festival's 終生成就榮譽獎
- 2007: Annie Award （页面存档备份，存于） 最佳動畫配音，《鼠國流浪記》